# 尼古拉·沙特兰
尼古拉·沙特兰（法語：Nicolas Chatelain，1970年1月13日—），法国男子乒乓球运动员。他曾获得1997年世界乒乓球锦标赛男子团体亚军。他也曾代表国家参加1992年夏季奥林匹克运动会。